# Julien Goujon
Pour les articles homonymes, voir Goujon.
Joseph-Jules-Julien Goujon (22 mai 1854 à Épinal - 18 mars 1912 à Paris 16e) est un avocat, homme politique et auteur de pièce de théâtre français.

## Un brillant avocat
Joseph Jules Goujon naît à Épinal le 22 mai 1854, fils de Joseph Jean Goujon, négociant, et de Sophie Doyen. Julien sera son prénom d’appel, mais ne figure dans aucun des documents officiels le concernant. Pour une raison non élucidée, il quitte bientôt le département des Vosges pour venir s’installer à Rouen. Inscrit au lycée Corneille de Rouen, il poursuit des études supérieures de droit à Paris. Devenu avocat, il revient exercer à la cour d’appel de Rouen, dans le cadre de laquelle il mène durant de nombreuses années une brillante carrière, plaidant dans la plupart des grands procès criminels ou politiques qui s’y déroulent. On peut citer notamment l’affaire Pauline Delacroix, épouse Druaux (accusée en 1887 d’avoir empoisonné son mari et son beau-frère), innocentée après sept années de réclusion. À la suite d’un jugement favorable de la Cour de cassation, le 26 juin 1896, il obtient le renvoi devant les assises d’Amiens, qui accordent finalement à cette femme 40 000 francs de dommages et intérêts, une fortune pour l’époque. Dans l’affaire Émile Barbey, accusé du meurtre de sa servante Louise Bettencourt en 1904, il obtient une levée d’écrou et l’arrêt des poursuites contre son client. Il publie aussi plusieurs ouvrages très spécialisés de jurisprudence, concernant les débits de boisson, le code rural, le code de commerce portugais (cf. Publications). Il continue à exercer son activité d’avocat durant toute sa carrière politique, et conserve un domicile rouennais au no 4 de la rue Neuve-Saint-Patrice. À Paris, il est domicilié au 26 rue de la Faisanderie.

## Carrière politique
Mandats à la Chambre des députés :
- du 9 mars 1891 au 14 octobre 1893 (Ve législature)
- du 3 septembre 1893 au 31 mai 1898 (VIe législature)
- du 22 mai 1898 au 31 mai 1902 (VIIe législature)
- du 27 avril 1902 au 31 mai 1906 (VIIIe législature), inscrit au groupe des républicains progressistes.

Sénateur du 3 janvier 1909 à son décès, le 18 mars 1912.
Le 25 janvier 1885, il est élu conseiller général du département des Vosges, mais n’occupe que brièvement ce poste : il en démissionne en effet dès le mois d’avril 1886. Il se lance véritablement en politique lorsqu’il se présente en 1891 devant les électeurs, à l’occasion d’une élection législative partielle dans la 2e circonscription de l’arrondissement de Rouen (incluant principalement la cité textile d’Elbeuf), à la suite de la démission de Lucien Dautresme, élu sénateur. Plusieurs candidats se trouvent en présence, dont Julien Goujon (passé du boulangisme à l’opportunisme) et David Dautresme, candidat radical, neveu de Lucien et directeur du Petit Rouennais. Au premier tour, le 22 février, Goujon arrive en tête avec 37 % des suffrages devant David Dautresme (28 %), Ernest Gahineau (19 %) et Lyonnais (8 %). Au second tour, le 4 mars, Gahineau s’étant maintenu, Julien Goujon l’emporte avec 48 % des voix. Honni des socialistes, qui le surnomment  « Julien l’Apostat » et lui reprochent d’être passé par toutes les couleurs de l’arc-en-ciel « en commençant par le rouge… il est devenu rose, le voilà devenu blanc… et aujourd’hui recommandé par les gros industriels et même par le goupillon de M. le Cardinal Thomas », il l’emporte à nouveau, avec beaucoup moins d’avance, le 3 septembre 1893 (au second tour) par 5 839 voix contre 5 229, toujours face à David Dautresme. En 1898, il ne peut faire campagne pour cause de maladie et fait distribuer gratuitement dans les cantons d’Elbeuf et de Grand-Couronne, les journaux qui le soutiennent : le Journal de Rouen, Le Nouvelliste de Rouen, la Croix de Rouen, Le Pèlerin, le Travailleur normand, l’Industriel elbeuvien, l’Indépendant (ancien Journal d’Elbeuf) et l’Avenir publié depuis quelques mois à Elbeuf en vue des élections ; l’Elbeuvien soutient au contraire les diverses candidatures républicaines. La campagne est marquée par une profusion d’affiches, de manifestes, circulaires etc. Au second tour, le 22 mai 1898, Julien Goujon est devancé à Elbeuf et Caudebec-lès-Elbeuf par Dautresme, mais l’emporte à nouveau sur le total des deux cantons, avec seulement 10 voix d’avance (6 475 contre 6 465), à la suite d’une campagne électorale acharnée où chaque camp accusa l’autre de fraude. Il est réélu une dernière fois en 1902 par 7 506 voix contre 6 574 toujours face à David Dautresme. Inscrit au groupe des républicains progressistes, il s’oppose à la Chambre au Bloc des gauches. En 1906, il n’obtient au scrutin de ballottage que 6 754 voix contre 6 976 à son adversaire elbeuvien Isidore Maille (sur 13 785 votants). Tout au long de ces années, sa popularité dans la circonscription a donc progressivement décliné.

## Activité parlementaire
Julien Goujon, qui dispose également d’un domicile parisien, s’adonne très sérieusement à ses fonctions parlementaires, et dépose de très nombreuses propositions de lois (jusqu’à cinq par an en 1897 et 1898, cinq encore et deux projets de résolution en 1901). Il se préoccupe surtout des questions judiciaires et de législation industrielle et ouvrière. Il prend la parole dans la discussion du tarif général des douanes, du budget de la presse, des lois ouvrières (sécurité des travailleurs, réduction des heures de travail, travail des enfants et des femmes dans les manufactures). Lors de la séance du 26 octobre 1897, il intervient par exemple longuement à la Chambre dans la discussion du projet de loi relatif aux responsabilités des accidents dont les ouvriers sont victimes dans leur travail, déjà adopté par le Sénat. Il fait l’éloge de la proposition de loi que Martin Nadaud, député ouvrier de la Creuse, avait déposé en 1880. « Elle était claire, elle était courte, elle était égale pour tous, elle était équitable (…) elle accordait à l'ouvrier victime d'un accident professionnel une réparation adéquate au préjudice qu'il avait éprouvé ; elle répondait enfin aux sentiments manifestés par les ouvriers dans leurs congrès (…) elle demandait le renversement de la preuve au profit de l'ouvrier, et, par voie de conséquence, la simplification de la procédure. » Pourtant, il est fréquemment chahuté par l’extrême gauche. Il vote contre la loi sur le droit d'association. Il n'a pas pris part au vote sur la loi de séparation des Églises et de l’État, étant absent par congé, mais est intervenu à plusieurs reprises dans la discussion préalable à l’adoption de la loi du 9 décembre 1905, observant que les sanctions relatives aux « écarts de parole ou d’écrit » qui seraient commis par des ministres d’un culte étaient plus lourdes que celles que fixait la loi sur le droit de réunion ou exposant la nécessité, pour un culte, de disposer de « moyens matériels »  ; d’après lui, supprimer ces moyens permettant « de faire face aux dépenses » revenait en effet  à supprimer le libre exercice promis.
Après sa défaite aux élections législatives de 1906, Julien Goujon parvient encore à se faire élire sénateur, le 3 janvier 1909, au deuxième tour de scrutin, par 788 voix sur 1 469 votants. Un déséquilibré ayant tenté d'assassiner, en pleine séance au Palais-Bourbon, le président du Conseil, Aristide Briand, il propose la motion suivante : « Le Sénat indigné de l'attentat dirigé contre M. le président du Conseil et dont M. Mirman a été victime, leur adresse à tous deux l'expression de sa vive sympathie », approuvée à l’unanimité.

## Une autre facette
En 1895, Julien Goujon lance une discussion à la Chambre sur la question du théâtre lyrique. Il s’intéresse également de près au budget des Beaux-Arts et apparaît comme l’un  des rares députés juristes véritablement spécialiste de la législation théâtrale. Parallèlement à ses activités d’avocat et de parlementaire, Julien Goujon est aussi, en effet, un homme de lettres. Il traduit brillamment, en vers français, une partie de l’œuvre du poète latin Juvénal. Mais il s’intéresse aussi beaucoup au théâtre – et l’on peut penser qu’il fréquenta assidûment les salles parisiennes pour se délasser des affaires politiques – publiant notamment une Histoire du théâtre en France ainsi qu’un Manuel à l’usage des directeurs.  En 1875, il sollicite de Gustave Flaubert la permission de tirer une pièce de Madame Bovary. Flaubert lui répond par écrit : « Il m’est impossible, Monsieur, de vous  accorder la permission que vous demandez, parce que j’ai plusieurs fois déjà refusé de laisser mettre Madame Bovary sur la scène. Je crois qu’il est impossible de tirer une pièce de mon roman. » Julien Goujon écrit une autre pièce, jouée à Paris en 1879 : La fortune d'un autre. Il publie surtout plusieurs livrets d’opéra, dont Eros, créé à Rouen, au théâtre du Cirque, le 19 février 1878, puis représenté au théâtre des Arts de Rouen, en décembre 1888, puis à nouveau au Théâtre-Lyrique de la Renaissance, à Paris, le 16 novembre 1899 ; Hermann et Dorothée (inspiré du célèbre roman de Goethe), opéra en trois actes et quatre tableaux, musique de Frédéric Le Rey, représenté au théâtre des Arts de Rouen en décembre 1894, avec pour principaux interprètes Degenne, ancien ténor de l'Opéra-Comique, et Mlles Mosca et Cholain) ; Marie Stuart (tiré de Friedrich von Schiller). Il travaille notamment avec les compositeurs Frédéric Le Rey et Rodolphe Lavello. Il a collaboré également à diverses revues : au Tam-Tam de Rouen, à Paris-Plaisir, et fonda Le Molière. Il publia aussi un article sur Guy de Maupassant dans Le Pierre Corneille, éphémère revue mensuelle rouennaise, qui n’eut que quatre numéros, fondée par Alexandre Collignon, et dont il semble avoir été le rédacteur en chef. Sa bibliographie, dans laquelle alternent ouvrages juridiques, travaux parlementaires et œuvres littéraires, témoigne de cette foisonnante activité.
Cependant, atteint d’une « impitoyable maladie » de la moelle épinière qui l’oblige à marcher avec des béquilles, il meurt durant son mandat à Paris, le 18 mars 1912, au n°15 de la rue Gustave-Zédé, alors qu’il n’a pas encore 58 ans. Il sera inhumé au cimetière monumental de Rouen. Il était veuf de Jeanne Isabelle Bessin.

## Publications

### Écrits en relation avec l’art, le théâtre ou l’opéra
- Beaux-arts. Salon de 1870. Propos en l'air, Paris, chez l'auteur, (s.d.), 169 p. (FRBNF30527459) ; réédité par NabuPress, 2012, 186 p.
- Un jour de marche, poésie récitée sur la scène du Théâtre-français de Rouen, le 24 août 1877, Rouen, impr. Laperrière, (s.d.), 6 p., lithogr. (FRBNF30527484).
- avec Benjamin Pifteau, Histoire du théâtre en France, des origines au Cid (1398-1636), Paris, L. Willem, 1879, 2 vol. (FRBNF31110638). (Ouvrage réédité par BiblioLife, 2010, 194 p. et NabuPress, 2010, 188 p. puis 2011, 380 p. ; tome 1 réédité par Hachette Livre BNF, 2013, 177 p. ; tome 2 (p. 181-368), réédité par Leopold Classic Library, 2015, 198 p.)
- avec Augustin Daniel, Eros, opéra-comique en un acte, poème de MM. Julien Goujon et Augustin Daniel, musique de F. Le Rey, Rouen, Impr. Cagniard, 1888, 24 p. (FRBNF30298400).
- avec Henri Dubosc, L'engagement théâtral, code manuel à l'usage des directeurs, entrepreneurs de spectacles publics, artistes dramatiques et lyriques, correspondants dramatiques, etc., Bibliothèque de législation usuelle et pratique, Paris, Duchemin, 1889, XII-225 p. ; nouv. éd., XII-357 p., avec une préface de Richard Waddington, Paris, Édouard Duchemin, 1910 ; (réédité par NabuPress, 2012, 246 p.)
- avec Arthur Bernède et L. de Vaux, musique de Rodolphe Lavello, Franconnette, opéra-comique en trois actes (réédition NabuPress, 2011, 190 p.)
- Les Derniers Jours de Marie Stuart, drame historique en 5 actes et 7 tableaux en vers [d’après Schiller], Rouen,  impr. C. Maréchal, (s. d.), 141 p. ; nouvelle version : Marie Stuart, drame lyrique en quatre actes et cinq tableaux, musique de Rodolphe Lavello, [Théâtre des Arts de Rouen, saison 1895-1896], Paris, L. Gregh, [1896], 44 p. (FRBNF30527482 et FRBNF30527483 ; FRBNF35813015) ; autre version : Marie Stuart, opéra en 3 actes, Jardin d'Acclimatation, janvier 1911, (s. l. n. d.), 135 p.
- Hermann et Dorothée, opéra en 4 actes [d’après Goethe], Rouen, impr. E. Cagniard, 1888, 24 p., puis Paris, E. Duchemin, 1889, 40 p. ; autre version, en 3 actes et 4 tableaux, musique de Frédéric Le Rey, Paris, P. Dupont, 1897, 57 p.

### Travaux parlementaires
- Code annoté des limonadiers, cafetiers, cabaretiers, buvetiers et autres débitants de boissons contenant les lois, ordonnances, principaux arrêtés et décisions de doctrine et de jurisprudence concernant ces diverses professions au point de vue pénal, civil et fiscal, Paris, Bibliothèque de législation usuelle et pratique, Duchemin et Leprevost-Leroy, 1886, 144 p.
- Le Code de commerce portugais approuvé par la loi du 28 juin 1888... Du Commerce maritime, livre III du nouveau Code de commerce portugais, traduit, annoté et mis en concordance avec les législations française et italienne, Paris, Duchemin, 1889, 76 p.
- Le Code rural. Des animaux employés à l'exploitation des propriétés rurales, des bestiaux et des chèvres, des animaux de basse-cour, pigeons, abeilles et vers à soie, loi du 4 avril 1889, commentée et expliquée par Julien Goujon et Charles Leroy,... Bibliothèque de législation usuelle et pratique, Paris, E. Duchemin, 1890, 60 p.
- Proposition de loi tendant à réduire à huit heures, au maximum, la journée de travail dans les mines et les établissements malsains et à dix heures dans les usines et manufactures..., présentée par M. Julien Goujon,... (11 mai 1891), Paris, Motteroz, 1891, 3 p.
- Proposition de loi tendant à la répression des fraudes dans la vente des cafés en grains verts ou torréfiés, présentée par MM. Julien Goujon, Isambard, Lebon, Legras... (22 mai 1891), Paris, Motteroz, 1891, 4 p.
- Proposition de loi tendant à modifier l'article 78 de la loi du 15 juillet 1889 sur le recrutement de l'armée et à rendre applicable aux délits d'insoumission l'article 463 du Code pénal (Circonstances atténuantes) présentée par M. Julien Goujon,... (24 mai 1892),  Paris, Motteroz, 1892, 5 p.
- Proposition de loi tendant à modifier l'article 131 du Code de justice militaire et à rendre obligatoire pour les juges, le vote au scrutin secret, présentée par MM. Julien Goujon et Guillemet,... (21 juin 1892), Paris, Motteroz, 1892, 4 p.
- Proposition de loi tendant à modifier l'article 73 du Code de procédure civile applicable en matière commerciale et maritime et à abréger les délais qui sont accordés pour comparaître à celui qui demeure hors de France, présentée par MM. Julien Goujon, Guillemet, Breton et Legras,... (20 octobre 1892), Paris, Motteroz, 1893, 3 p.
- Proposition de loi tendant à déterminer les pouvoirs des commissions d'enquêtes parlementaires, présentée par MM. Pourquery de Boisserin, Alfred Letellier, Julien Goujon,... (séance du 22 novembre 1892), Paris, Motteroz, 1893, 8 p.
- Proposition de loi tendant à modifier les articles 38 et 41 de la loi des 29-30 juillet 1881 sur la presse, présentée par MM. Julien Goujon, Guillemet, Leydet, Alfred Letellier,... (1er décembre 1892), Paris, Motteroz, 1893.
- Proposition de loi tendant à reconstituer et à organiser les ateliers régimentaires dans tous les corps de troupe..., présentée par M.M. Julien Goujon (Seine-Inférieure), Félix Faure, Chapuis, Lesenne,... (24 avril 1894), Paris, Motteroz, 1894, 1 p. (Note : cette proposition de loi, ayant été retirée par son auteur, n'a pas été distribuée).
- Proposition de loi tendant à organiser une caisse nationale de retraite pour les travailleurs des deux sexes, présentée par MM. Isambard et Julien Goujon,... (16 janvier 1894), Paris, Motteroz, 1894, 21 p.
- Proposition de loi tendant à faire perdre la qualité de Français aux espions et aux traitres... présentée par M. Julien Goujon,... (séance du 24 décembre 1894), Paris, Motteroz, 1894, 3 p.
- Proposition de loi tendant à rendre applicable, en matière de presse, l'article 368 du Code d'instruction criminelle,... présentée par MM. Julien Goujon, Gustave Rivet et Guillemet,... (1er février 1896), Paris, Motteroz, 1896, 3 p.
- Rapport fait au nom de la Commission chargée d'examiner la proposition de loi de M. Julien Goujon, tendant à rendre applicable, en matière de presse, l'article 368 du Code d'instruction criminelle,... (8 février 1896), Paris, Motteroz, 1896, 8 p.
- Proposition de loi tendant : 1° à conférer au jury, en matière criminelle, le droit de statuer sur la loi de sursis (Loi Béranger) ; 2° à rendre ladite loi applicable devant les conseils de guerre permanents en temps de paix, présentée par M. Julien Goujon (Seine-Inférieure),, (séance du 11 février 1897), Paris, Motteroz, 1897, 8 p.
- Proposition de loi tendant à compléter la loi de 1884 sur l'organisation municipale,... présentée par MM. Julien Goujon (Seine-Inférieure) et Lebret,... (séance du 29 mai 1897), Paris, Motteroz, 1897, 2 p.
- Proposition de loi tendant à assurer la liberté de la défense et la publicité de l'instruction pour le prévenu et son conseil devant les tribunaux militaires,... présentée par M. Julien Goujon (Seine-Inférieure),... (séance du 19 juin 1897), Paris, Motteroz, 1897, 3 p.
- Proposition de loi tendant à régler la responsabilité des accidents de travail,... présentée par MM. Julien Goujon, (Seine-Inférieure), Maurice Lebon, Lechevallier, Brindeau,... (19 octobre 1897), Paris, Motteroz, 1897, 4 p.
- Proposition de loi tendant à assurer et à faciliter le droit de pêche aux inscrits maritimes, présentée Par M. Julien Goujon (Seine-Inférieure),... (séance du 4 novembre 1897), Paris, Motteroz, 1897, 4 p.
- Proposition de loi ayant pour objet de modifier le n° 238 du tableau A du tarif général des douanes et à établir un droit sur l'acide borique,... présentée par M. Julien Goujon (Seine-Inférieure), (séance du 13 janvier 1898),  Paris, Motteroz, 1898, 3 p.
- Proposition de loi tendant à compléter les dispositions de la loi du 2 août 1882 et à assurer l'inviolabilité morale du domicile,... présentée par M. Julien Goujon (Seine-Inférieure),... (séance du 1er février 1898), Paris, Motteroz, 1898, 5 p.
- Proposition de loi tendant à instituer des médailles d'honneur à décerner, par le ministre de l'intérieur, aux sapeurs-pompiers de France et d'Algérie comptant trente années de service, présentée par MM. Julien Goujon, Brindeau, Cte de Pomereu, Rispal, Suchetet, etc., session de 1898, Paris, Impr. Motteroz, (s. d.), 2 p.
- Proposition de loi tendant à réglementer la profession des agents d'affaires, présentée par MM. Julien Goujon, Brindeau, Vte de Montfort, Julien Rouland, Suchetet, etc., ... Paris, Impr. Motteroz, [1898], 5 p.
- Proposition de loi tendant à instituer un tribunal suprême de révision en matière criminelle, présentée par M. Julien Goujon,... Paris, Impr. Motteroz, [1898], 5 p.
- Projet de résolution tendant à autoriser la ville de Rouen à organiser une loterie nationale pour l'érection d'un monument à Jeanne d'Arc, présenté par MM. Julien Goujon, Quilbeuf, de Pomereu, Brindeau, Rispal, etc., Paris, Impr. Motteroz, [1899], 4 p.
- Proposition de loi tendant à abroger l'article 26 de la loi du 8 août 1890 et à établir l'égalité proportionnelle entre les contribuables fonciers d'un même département..., présentée par MM. Julien Goujon, Guillemet, Julien Rouland, Brindeau, Breton (Seine-Inférieure),... Paris : Impr. Motteroz, [1899], 7 p.
- Proposition de loi fixant les indemnités de transport accordées aux juges de paix en matière d'enquêtes et de constatations faites par application de la loi du 9 avril 1898 sur les accidents du travail... présentée par MM. Henry Ferrette et Julien Goujon, session extraordinaire de 1899, Paris, Impr. Motteroz, [1899], 5 p.
- Proposition de loi tendant à compléter l'article 1er de la loi du 8 décembre 1883 relative à l'élection des membres des tribunaux consulaires, et à accorder l'élection aux employés de commerce... présentée par MM. Julien Goujon (Seine-Inférieure), Rouland, de Pomereu, Brindeau, Quilbeuf, etc., (séance du 17 décembre 1900), Paris, Impr. Motteroz, 1900, 4 p.
- Proposition de loi tendant à améliorer la loi du 9 avril 1898 sur les accidents du travail et à augmenter les délais d'appel et de prescription des articles 17 et 18 de ladite loi... présentée par MM. Julien Goujon (Seine-Inférieure), Lechevallier, de Pomereu, Quilbeuf, Quesnel, etc., (séance du 18 décembre 1900), Paris, Impr. Motteroz, 1900, 6 p.
- avec Gustave Marais, Code-manuel des accidents du travail, 1900, 52 p. (réédition, Kessinger Publishing 2010).
- Projet de résolution associant la France au deuil de la nation italienne à l'occasion de la mort du grand compositeur Verdi... par MM. Julien Goujon, Ferrette, Maurice-Faure, Clovis Hugues, Henry Maret, Lockroy, etc. (28 janvier 1901.), Paris Impr. Motteroz, 1901, 2 p.
- La Régime des boissons. Protestation portée à la tribune de la Chambre par MM. Julien Goujon, Cte de La Pomereu, Rouland, ... Discours de M. J. Goujon, réponse du ministre des Finances [Joseph Caillaux], Chambre des députés, séance du 21 février 1901, Rouen, Imprimerie du Nouvelliste, [1901], 4 p.  (FRBNF30184895).
- Projet de résolution tendant à inviter le Gouvernement à présenter un projet de loi codifiant les lois industrielles et ouvrières sous la dénomination générale de Code du travail... par M. Julien Goujon (Seine-Inférieure),... (séance du 21 mars 1901), Paris, Impr. Motteroz , 1901, 2 p.
- Proposition de loi tendant à modifier la loi du 29 décembre 1900 concernant le régime des boissons... présentée par MM. Suchetet et Julien Goujon,... (14 mai 1901), Paris, Impr. Motteroz, (s. d.), 4 p.
- Proposition de loi tendant à assurer aux ouvriers et employés du commerce, de l'industrie et de l'agriculture, la propriété des médailles et diplômes qui leur sont accordés après trente ans de travail dans la même maison... présentée par MM. Julien Goujon, Ferrette, Brindeau,... (séance du 5 juillet 1901), Paris, Impr. Motteroz, (s. d.), 3 p.
- Proposition de loi tendant à affranchir les épiciers, droguistes et pharmaciens de la taxe établie par l'article 16 des lettres patentes du 10 février 1780 et l'arrêté du 25 thermidor an XI... présentée par MM. Julien Goujon (Seine-Inférieure), Quilbeuf, de Pomereu,... (séance du 14 novembre 1901), Paris, Impr. Motteroz, (s. d.), 5 p.
- Proposition de loi tendant à améliorer la loi du 9 avril 1898, au profit des chauffeurs, mécaniciens et autres agents des compagnies de chemins de fer... présentée par MM. Julien Goujon, Quilbeuf, de Pomereu,... (séance du 5 décembre 1901), Paris, Impr. Motteroz, (s. d.), 3 p.
- Proposition de loi tendant à modifier le régime de l'avancement et du traitement des maîtres et maîtresses de l'enseignement primaire... présentée par MM. Rouland et Julien Goujon, ... (4 février 1902), Paris, Impr. Motteroz, [1902], 7 p.